# Пхонгпуї
Пхонгпуї  (Pron: /ˌpʰɔ:ŋˈpʊɪ/), також відома як Блакитна гора, є найвищою гірською вершиною на пагорбах Лушаї (пагорбм Мізо), в штаті Мізорам, Індія. Висота гори становить 2157 м. Вершина вважається місцем проживання місцевих божеств та була головним центром народної релігії та місцем, з якого починались фольклор і легенди корінного населення.

## Географія
Пхонгпуї розташована в окрузі Гнахтіал, східний регіон Мізорам, поблизу кордону з М'янмою. Гора має відносно рівну на своїй вершині поверхню площею близько 2 км 2, покриту бамбуковим лісом та ділянками альпійських луків. З Пхаунгпуй відкривається вид на вигин Тіау, притоки річки Чхімтуіпуї та пагорби М'янми. На західній стороні є декілька напівкруглих дуже стрімких схилів під назвою Тлазуанг Кхам, які приваблюють туристів.
Біля підніжжя гори існує населений пункт Сангау, який є одним із 4 прикордонних торгових місць у Мізорамі.

## Етимологія та походження
Назва Пхонгпуї походить від мови народу лаї, phong, що означає «поле» або «луг», і суфікса -pui, що означає «великий». Гора, за віруваннями місцевих народів, була місцем проживання кількох духів та божеств. Найважливішою народною казкою, пов'язаною з цією вершиною, є казка про божество на ім'я «Сангау», у якій розповідаються про весілля сина Сангау, який одружився з принцесою іншої королівської родини, на ім'я Черіан. На весіллі відбувся обмін подарунками, пара гібонів із гори Пхонгпуї та сосна з батьківщини Черіан. Головний вхід на гору, має назву Фарпак (що означає «лише сосна»).

## Екологія та туризм
З 1992 року вершина пагорбів Лушаї включена в охоронну територію національного парку Пхонгпуї, одного з двох національних парків Індії в Мізорамі. Уряд Мізораму дозволяє туристичні прогулянки на гору лише з листопада по квітень, з обов'язковим виконанням правил екологічного відвідування. Найкращий час для відвідування парку — лютий і березень.

## Флора і фауна
Територія оточена бамбуковими гаями, верхівка покрита рослинністю альпійських луків, а круті схили покриті орхідеями та рододендронами. В лісах та луках можна зустріти деяких видів птахів: сапсан, трагопан Бліта, сонячні птахи, сірий сибій, золотогорлий барбет, фазан місіс Х'юм, дзьоб-носорог, темнокорпий стриж, гірська бамбукова куріпка, чорний орел та інших. З тварин зустрічаються хмарний леопард, гірський козел, повільний лорі, тигр, леопард, леопардовий кіт, сероу, горал, азіатський чорний ведмідь, пенькохвостий макак і лангур.

## Галерея

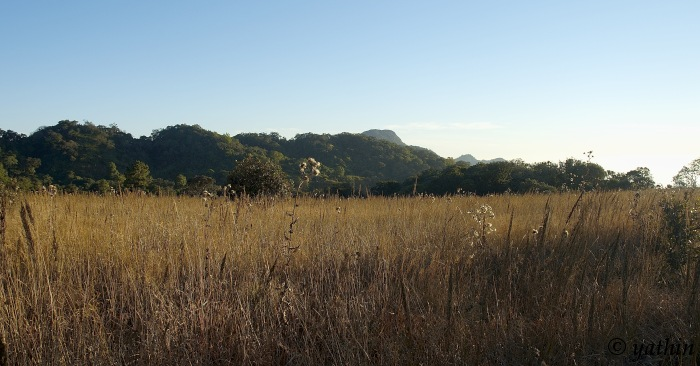
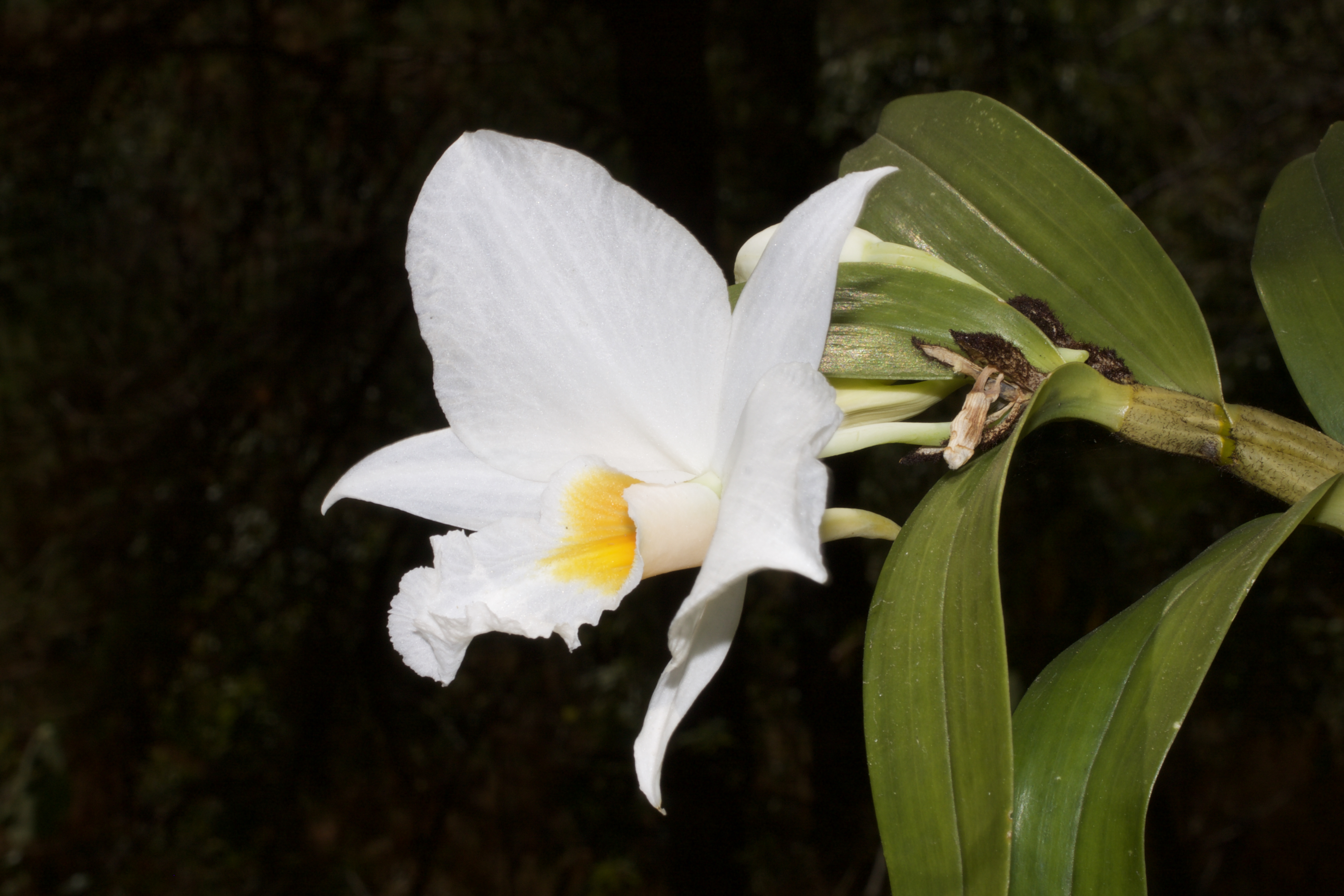
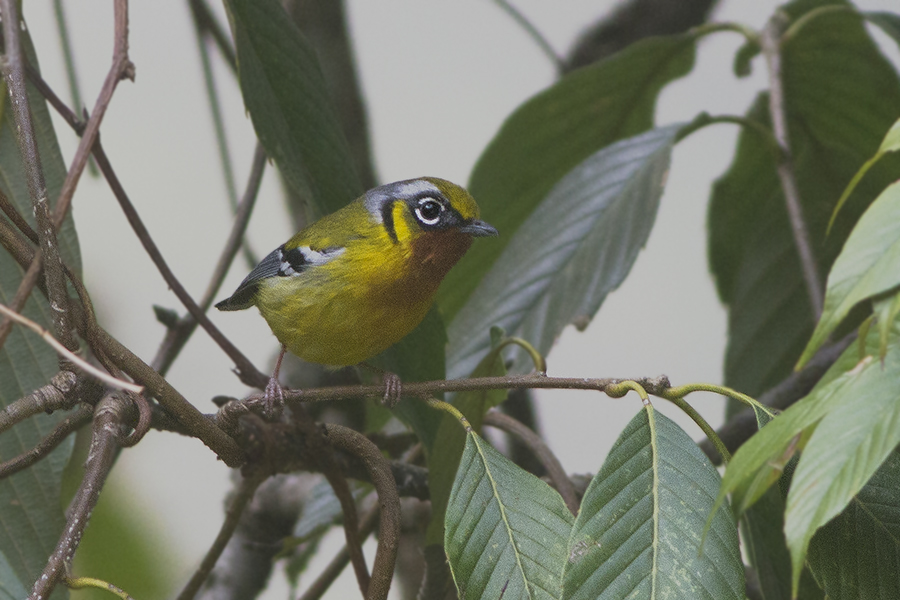
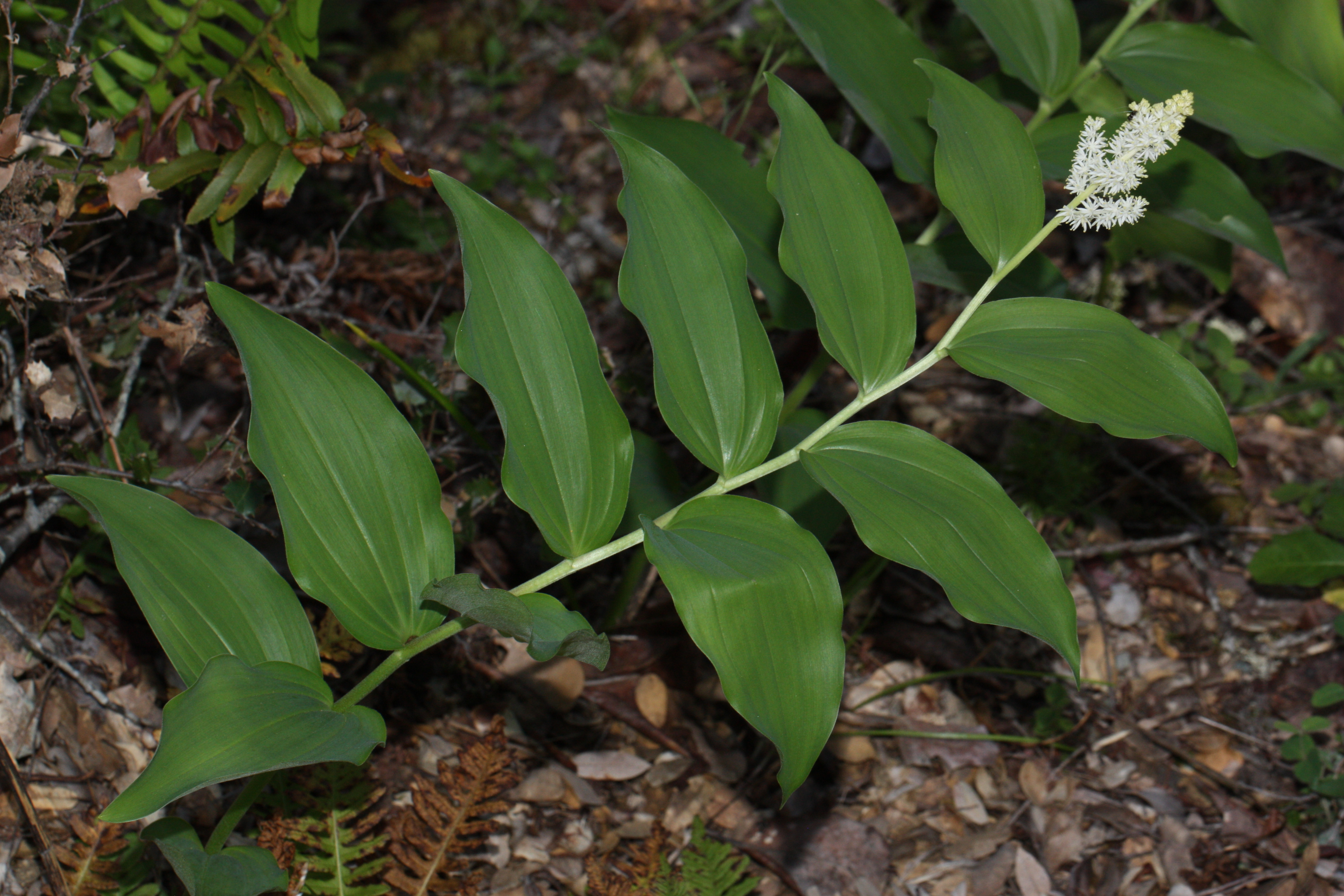